# David Chodounsky
David Chodounsky, né le 25 juin 1984 à Saint Paul, dans le Minnesota, est un skieur alpin américain spécialiste du slalom. Il a participé aux Jeux olympiques d'hiver de Sotchi en 2014 et de Pyeongchang en 2018.

## Biographie
Il fait ses débuts en Coupe du monde en décembre 2009. Il marque ses points à partir de la saison 2010-2011, où il figure à ses premiers championnats du monde (abandon au slalom). Il obtient son premier top dix en 2013 à Adelboden et termine cinquième du City Event de Moscou. 
Aux Jeux olympiques d'hiver de 2014, il ne termine pas le slalom. Il obtient son meilleur résultat en décembre 2015 en se classant quatrième du slalom de Val d'Isère. Aux Championnats du monde 2017, il est 11e du slalom géant (son meilleur résultat dans la discipline) et 12e du slalom.
Aux Jeux olympiques d'hiver de 2018, il est 18e du slalom.
Il se retire en 2018.

## Palmarès

### Jeux olympiques
| Épreuve / Édition | Sotchi 2014 | Sotchi 2018 |
| Slalom            | Abandon     | 18e         |

### Championnats du monde
| Épreuve / Édition | Garmisch-Partenkirchen 2011 | Schladming 2013 | Beaver Creek 2015 | Saint-Moritz 2017 |
| Slalom            | Abandon                     | Abandon         | Abandon           | 12e               |
| Slalom géant      | -                           | -               | 29e               | 11e               |

### Coupe du monde
- Meilleur classement général : 62e en 2014.
- Meilleur résultat : 4e.

| Saison / Épreuve | Saison / Épreuve | Général | Général | Slalom | Slalom | Slalom géant | Slalom géant |
| ---------------- | ---------------- | ------- | ------- | ------ | ------ | ------------ | ------------ |
| Saison / Épreuve | Saison / Épreuve | Class.  | Points  | Class. | Points | Class.       | Points       |
| 2011             | 2011             | 112e    | 32      | 43e    | 32     | -            | -            |
| 2013             | 2013             | 63e     | 105     | 21e    | 105    | -            | -            |
| 2014             | 2014             | 62e     | 93      | 19e    | 93     | -            | -            |
| 2015             | 2015             | 70e     | 85      | 25e    | 71     | 39e          | 14           |
| 2016             | 2016             | 49e     | 210     | 15e    | 185    | 40e          | 25           |
| 2017             | 2017             | 73e     | 90      | 31e    | 63     | 39e          | 27           |
| 2018             | 2018             | 104e    | 34      | 104e   | 34     | -            | -            |

### Coupe nord-américaine
- 1 victoire.

### Championnats des États-Unis
- Champion du slalom en 2009, 2014, 2015 et 2016.